# Partido Junín
Junín ist ein Partido im Norden der Provinz Buenos Aires in Argentinien. Laut einer Schätzung von 2019 hat der Partido 93.329 Einwohner auf 2.260 km². Der Verwaltungssitz ist die Stadt Junín.

## Orte
Junín ist in 8 Ortschaften und Städte, sogenannte Localidades, unterteilt.
- Junín (Verwaltungssitz)
- Morse
- Agustín Roca
- Fortín Tiburcio
- Saforcada
- Agustina
- Laplacette
- Balneario Laguna de Gómez